# Paragalaxias dissimilis
Paragalaxias dissimilis är en fiskart som först beskrevs av Regan, 1906.  Paragalaxias dissimilis ingår i släktet Paragalaxias och familjen Galaxiidae. Inga underarter finns listade i Catalogue of Life.